# Lanosterol
Lanosterol – organiczny związek chemiczny z grupy triterpenoidów. Jest związkiem pośrednim w syntezie cholesterolu oraz wszystkich hormonów steroidowych, kwasów żółciowych i witaminy D. Grzyby wykorzystują go do wytwarzania ergosterolu, jest też istotnym składnikiem ich błony komórkowej. Otrzymuje się go z lanoliny z wełny owczej.